# Rocco Palumbo
Rocco Palumbo (Genova, 18 agosto 1988) è un giocatore di poker italiano, vincitore di un braccialetto alle WSOP 2012 e di una tappa del World Poker Tour.

## Biografia
I suoi primi risultati importanti sono datati 2011, anno in cui è riuscito a concludere a premio in due differenti eventi dell'EPT, centrando un tavolo finale e concludendo al 7º posto al Main Event della tappa di Sanremo.
Alle WSOP 2012 conquista il suo primo braccialetto nell'evento #44 $1.000 No Limit Hold'em. È uno dei 5 giocatori italiani ad aver vinto un evento WSOP; oltre a lui figurano: Valter Farina, Dario Minieri, Max Pescatori, Dario Alioto e Davide Suriano.
Nel marzo 2013 vince la tappa veneziana del World Poker Tour (WPT) per una moneta da €140.000, divenendo pertanto l'unico italiano a vantare un successo alle WSOP ed al WPT.
Nel 2015 ha vinto la Global Poker Master con la nazionale italiana di poker insieme ai suoi compagni Andrea Dato, Dario Sammartino, Mustapha Kanit e Giuliano Bendinelli.

## Braccialetti WSOP
| Anno | Torneo                  | Premio (US$) |
| ---- | ----------------------- | ------------ |
| 2012 | $1.000 No-Limit Hold'em | $464.464     |